# Франклін Грем
Ві́льям Фра́нклін Грем III (англ. William Franklin Graham III; народився 14 липня 1952 року) — американський євангеліст та місіонер у русі євангелістів. Він часто бере участь у турах християнського пробудження та займається політичними коментарями. Син відомого американського релігійного і громадського діяча Біллі Грема. Франклін Грем є президентом і генеральним директором Євангелістської асоціації Біллі Грема (BGEA) та Samaritan's Purse, міжнародної християнської благодійної організації. Грем став «відданим християнином» у 1974 році та висвячений у 1982 році, після чого став публічним оратором та автором.

## Раннє життя та освіта
Вільям Франклін Грем III народився в Ешвіллі, Північна Кароліна 14 липня 1952 року в родині євангеліста Біллі Грема та Рут Грем. Він є четвертою дитиною з п'яти в їхній родині. У підлітковому віці Грем навчався в Школі Стоуні Брук, християнській приватній школі на острові Лонг-Айленд, штат Нью-Йорк, але кинув навчання. Він закінчив середню школу в Північній Кароліні.
У 1970 році Грем вступив до євангельського християнського Університету ЛеТурно в Лонгв'ю, Техас, але його виключили з навчального закладу за те, що порушив комендантську годину разом з одногрупницею. У 1973 році Грем приєднався до Боба Пірса, засновника Samaritan's Purse, у шеститижневій місії по Азії. Під час цієї поїздки Грем вирішив зосередитися на міжнародній гуманітарній допомозі. У 1974 році він закінчив Коледж Монтріт-Андерсон, нині Коледж Монтріт, зі ступенем молодшого бакалавра (associate degree). Того ж року під час поїздки до Єрусалима він пережив так зване нове народження. У 1978 році він здобув ступінь бакалавра в Аппалачському університеті штату.
Він був висвячений на пастора в 1982 році Церквою Grace Community у місті Темпе (штат Аризона), незалежною неконфесійною церквою.

## Служіння

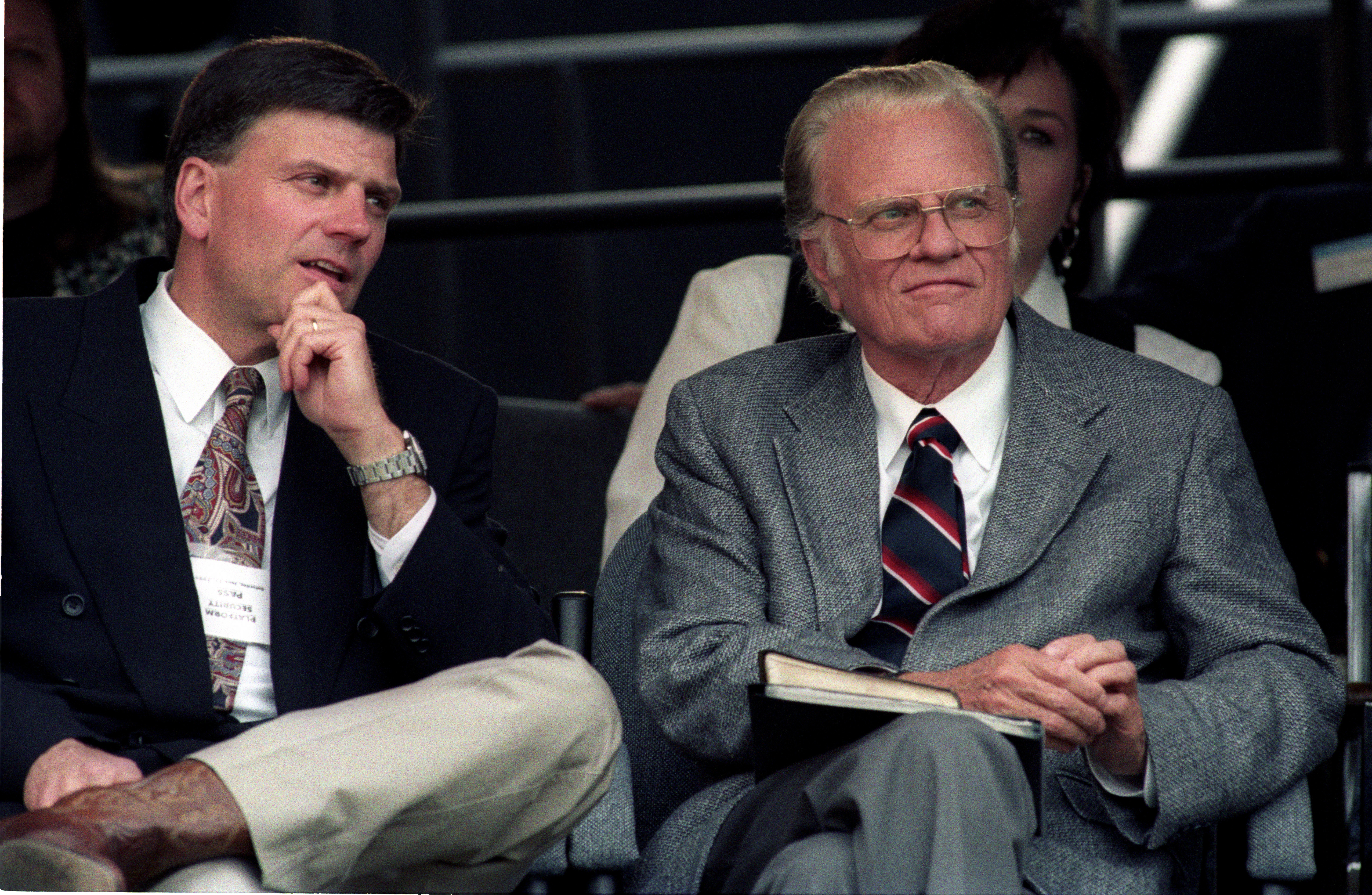
Зліва на фото, з батьком Біллі Гремом, червень 1994

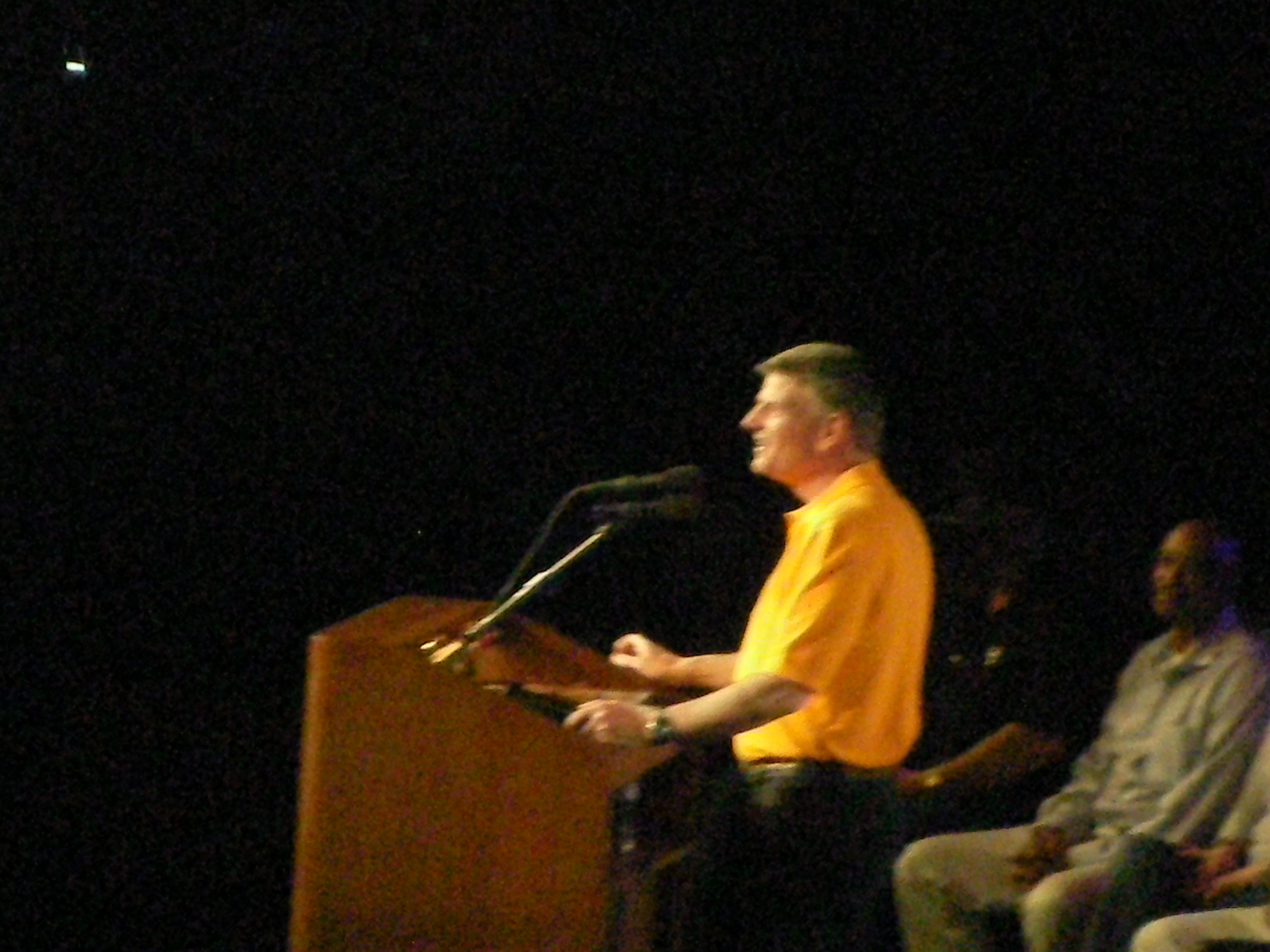
Грем проповідує у Ноксвіллі, штат Теннессі

У 1979 році, після смерті Боба Пірса, Франклін Грем став президентом Samaritan's Purse.
У 1995 році він став віцепрезидентом Євангельської асоціації Біллі Грема і став її генеральним директором у 2000 році..

## Особисте життя
У 1974 році Грем одружився з Джейн Остін Каннінгем зі Смітфілда, штат Північна Кароліна. У них четверо дітей: Вільям Франклін Грем IV (Вілл), народжений у 1975 році, Рой Остін Грем (нар. 1977), Едвард Белл Грем (нар. 1979) і Джейн Остін Грем Лінч (Сіссі) (нар. 1986). Грем та його дружина мають дванадцять онуків. Зараз він живе в горах поблизу міста Бун (штат Північна Кароліна) разом із дружиною.
У листопаді 2021 року Грем переніс операцію на серці.

## Опубліковані праці
- Bob Pierce: This One Thing I Do (1983)
- Rebel With A Cause: Finally Comfortable Being Graham (1995), autobiography
- Miracle in a Shoe Box (1995)
- Living Beyond the Limits: A Life in Sync with God (1998)
- The Name (2002)
- Kids Praying for Kids (2003)
- All for Jesus (2003), with Ross Rhoads
- A Wing and a Prayer (2005)
- The Sower. Worthy Publishing. 2012. ISBN 9781617951114.

Українською мовою:
- Нехай святиться ім'я Твоє. Щоденне читання. Френклін Грем та Росс Роадс (опубліковано у 2007 та 2022 роках)[15].